# Kistolja
Kistolja är en ort i Mexiko.   Den ligger i kommunen Oxchuc och delstaten Chiapas, i den sydöstra delen av landet, 800 km öster om huvudstaden Mexico City. Kistolja ligger 2 189 meter över havet och antalet invånare är 103.
Terrängen runt Kistolja är kuperad. Runt Kistolja är det ganska tätbefolkat, med 67 invånare per kvadratkilometer. Närmaste större samhälle är Chanal, 18,4 km sydost om Kistolja. I omgivningarna runt Kistolja växer i huvudsak städsegrön lövskog.